# Контрольне світло
Контрольне світло (англ. The Telltale Light) — американська короткометражна кінокомедія Мака Сеннета 1913 року з Роско Арбаклом в головній ролі.

## У ролях
- Мейбл Норманд — Мейбл
- Роско ’Товстун’ Арбакл — Том або Товстун
- Чарльз Ейвері
- Еліс Девенпорт